# Дюбрей, Робер
Роберт Дюбрей (фр. Robert Dubreuil; род.20 апреля 1967 года в Сент-Фуа, провинция Квебек) — канадский конькобежец, специализирующийся в шорт-треке. Участвовал в Зимних Олимпийских играх 1988 года и в Альбервилле 1992 года. Двукратный чемпион мира.

## Биография
Роберт Дюбрей выступал за сборную с 16 лет. На первом своём чемпионате мира в Питерборо он выступал эстафете и сразу получил золотую медаль. Через 2 года в Шамони выиграл серебро на дистанции 500 метров и бронзу на 1000 метров, а в абсолютном зачёте занял третье место. Свою вторую золотую награду он получил на чемпионате мира в Монреале, где одержал победу на дистанции 500 метров и в общем зачёте занял 4 место. 
В 1988 году Дюбрей выступал на Олимпийских играх в Калгари, где шорт-трек был демонстрационным видом спорта. На дистанции 500 метров было несколько фаворитов: японец Тацуеси Исихара, итальянец Орацио Фагоне, Петер ван дер Велде, который незадолго стал чемпионом мира. Но из этой группы только японец вышел в финал, а с ним англичанин Уилф О'Рейли, сам Дюбрей и ещё один канадец Марио Винсент. Победил англичанин ямайского происхождения, а Дюбрей занял 4 место, проиграл всего 0.10 сек за 3 место Тацуеси Исихаре. В эстафете он с партнёрами были третьими. 
В следующем году на первенстве мира в Солихалле Дюбрей был третьим в эстафете. Потом 2 года были выступления в Кубке мира, высоких результатов не было. Олимпийские игры 1992 года в Альбервилле были заключительными в карьере спортсмена. На его любимой дистанции 500 метров он занял 14 место. После игр он закончил выступления в спорте.

## Личная жизнь
Роберт Дюбрей с 1999 года по 2011 занимал пост президента Национального центра Гаэтана Буше, был в должности генерального директора FPVQ. Он женат на Ариан Луиньон, бывшей канадской конькобежки, чемпионки мира в шорт треке. У них трое детей: Лоран Дюбрей, член национальной сборной по конькобежному спорту, а также Даниэль и дочь Аннабель. В ноябре 2013 года ему поставили диагноз рак простаты.